# Jaune revolver
Pour plus de détails, voir Fiche technique et Distribution.
Jaune revolver est un film français réalisé par Olivier Langlois, sorti en 1988.

## Synopsis
Un braquage de banque.

## Fiche technique
- Titre français : Jaune revolver
- Réalisation : Olivier Langlois
- Scénario : Olivier Langlois et Pierre Fabre
- Photographie : Jean-Yves Escoffier
- Musique : Romano Musumarra
- Pays d'origine :  France
- Date de sortie : 1988

## Distribution
- Sandrine Bonnaire : Angèle Dubreuil
- François Cluzet : Jean-Claude Wielzky
- Laura Favali : Leslie Lauret
- Marie-France Santon : Commissaire Pichon
- Jérôme Anger : Marc
- Olivier Cruveiller : Vic Daumal
- Magali Clément : La directrice
- Samir Guesmi : Khadour